# 佐渡国
佐渡国（さどのくに）は、かつて日本の地方行政区分だった令制国の一つ。北陸道に属する。

## 概要

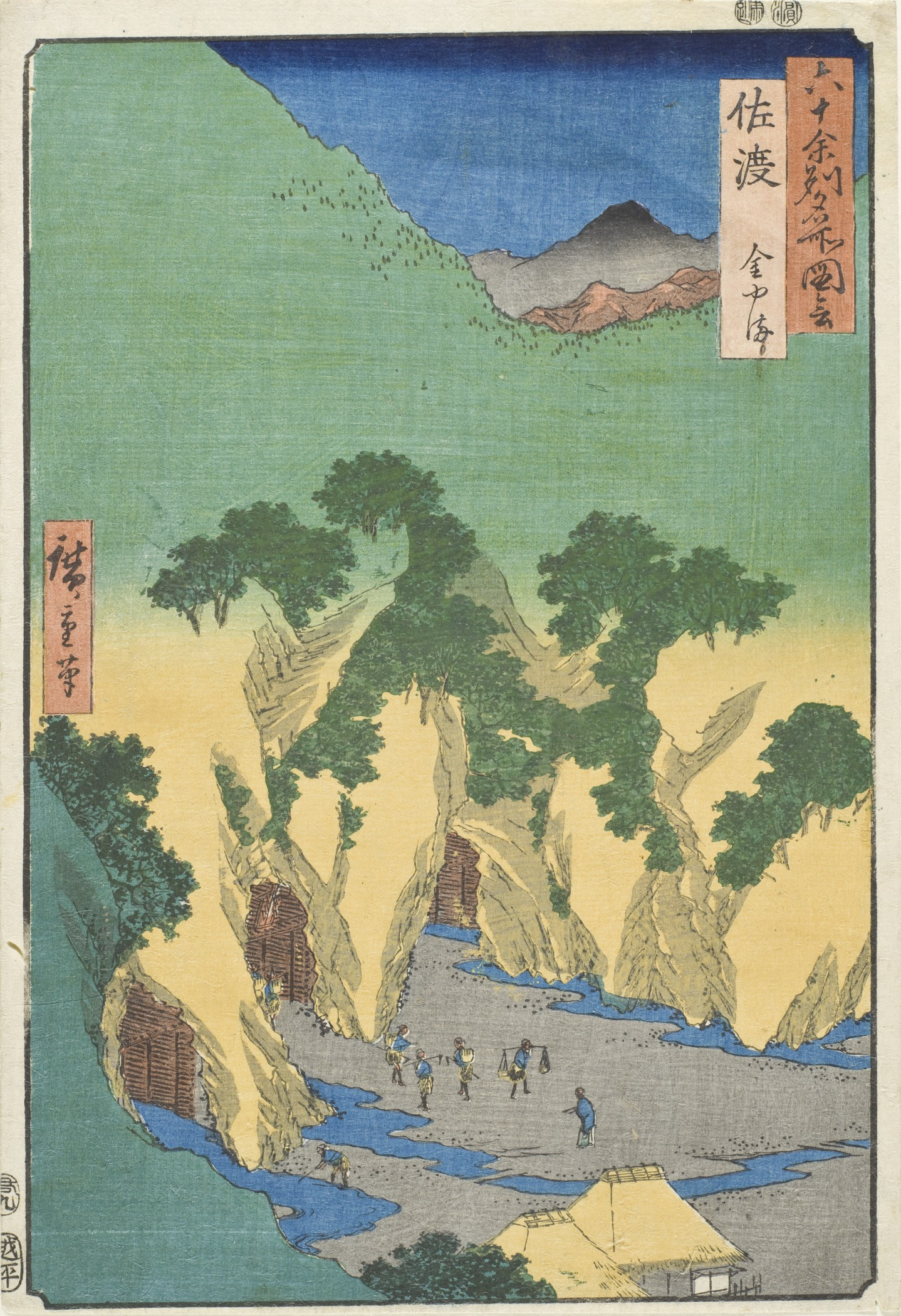
六十余州名所図会
「佐渡金山」

### 「佐渡」の名称
平城宮木簡には「佐度国」と表記されている。

## 歴史
佐渡市#歴史の項を参照

### 沿革
国が建てられた時期は不明。
- 初見は文武天皇4年（700年）に遡る。
- 天平15年（743年）2月11日に越後国に合同した（『続日本紀』）。
- 天平勝宝4年 （752年） 11月3日に元に復した。

もと雑太郡一郡のみの国であったが、養老5年（721年）に雑太郡、加茂郡、羽茂郡の三郡に分けられた。
後、明治29年（1896年）に佐渡郡一郡にまとめられた。

#### 近代以降
- 「旧高旧領取調帳」の記載によると、明治初年時点では全域が佐渡奉行が管轄する幕府領。なお、羽茂郡のごく一部に寺社領が所在。（262村・132,687石余）
  - 加茂郡（100村・47,503石余）、羽茂郡（62村・21,943石余）、雑太郡（100村・63,239石余）
- 慶応4年
  - 4月15日（1868年5月7日） - 新政府が佐渡奉行が置かれた佐渡国雑太郡相川広間町（現在の新潟県佐渡市相川広間町1-1）にあった佐渡奉行所に佐渡裁判所を設置。
  - 9月2日（1868年10月17日） - 佐渡裁判所を廃止し、佐渡県（第1次）を設置。
- 明治元年
  - 11月5日（1868年12月18日） - 佐渡国が新潟府の管轄となり、佐渡県が業務を停止。
- 明治2年
  - 2月22日（1869年4月3日） - 佐渡国の管轄が新潟府から越後府に変更。
  - 7月20日（1869年8月27日） - 越後府による管轄が解除され、佐渡県（第2次）を再置。
- 明治4年11月20日（1871年12月31日） - 第1次府県統合により相川県に改称。
- 1876年（明治9年）4月18日 - 第2次府県統合により新潟県に合併。同日相川県廃止。

## 国内の施設

### 国府
国府は雑太郡にあった。国仲平野の南辺にあったと推測される。下国府遺跡が官人の住居と推定されているが、政庁はまだ見つかっていない。

### 国分寺・国分尼寺
奈良時代に作られた佐渡国分寺はいったん放棄された。
江戸時代の延宝7年（1679年）に賢教によって真言宗の寺として再建され、平安時代に造られた薬師如来像を今に伝える。
元の国分寺の遺跡は今の寺の至近にある。どちらも所在地は佐渡市国分寺である。

### 神社

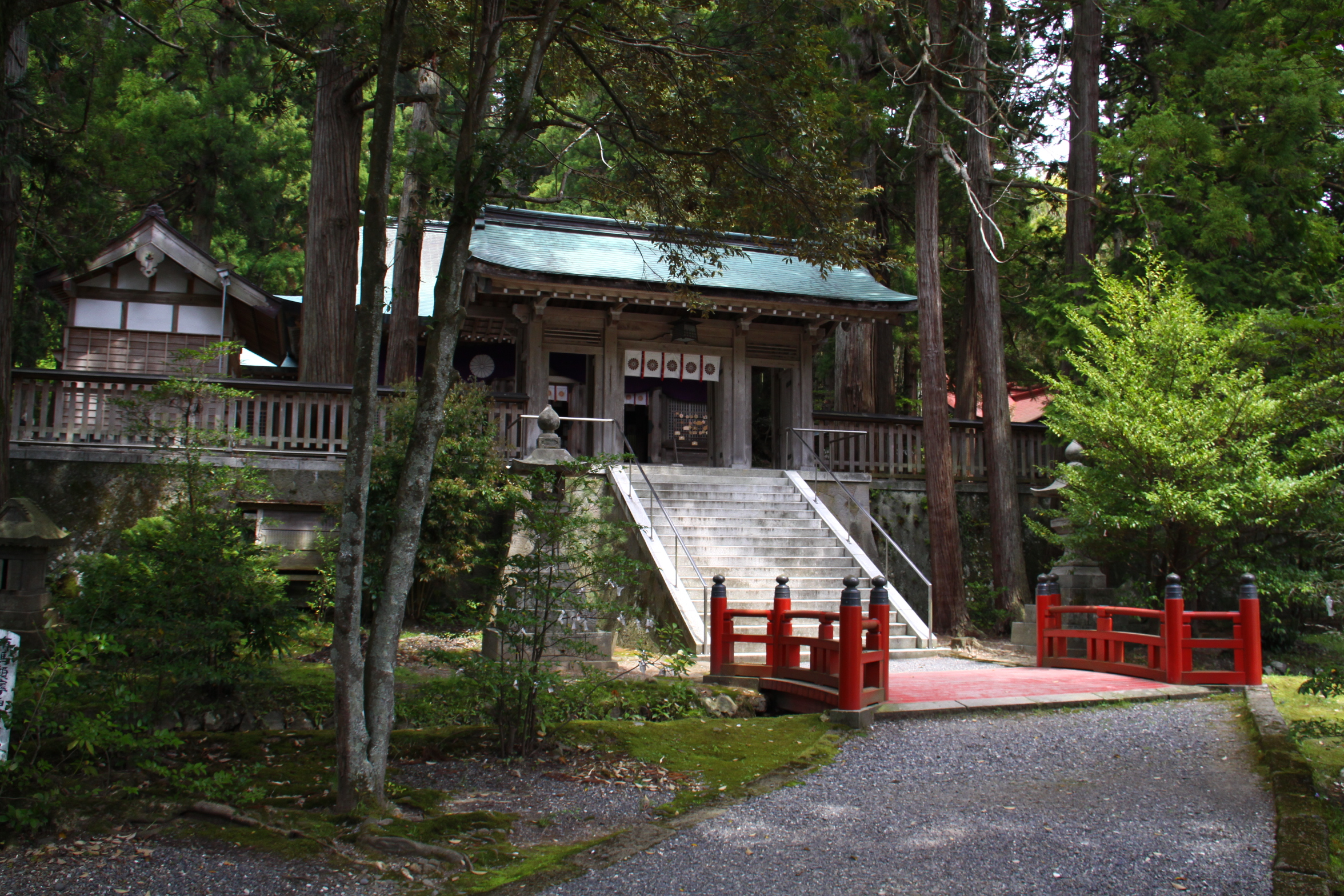
度津神社

延喜式内社
『延喜式神名帳』には、以下に示す小社9座9社が記載されている。大社はない。佐渡国の式内社一覧を参照。
- 羽茂郡 度津神社 （佐渡市飯岡）
- 羽茂郡 大目神社 （佐渡市吉岡）
- 雑太郡 引田部神社 （佐渡市金丸）
- 雑太郡 物部神社 （佐渡市小倉）
- 雑太郡 御食神社 （佐渡市宮川）
- 雑太郡 飯持神社 （佐渡市飯持）
- 雑太郡 越敷神社 （佐渡市猿八）
- 賀茂郡 大幡神社 （佐渡市大倉）
- 賀茂郡 阿都久志比古神社 （現 熱串彦神社、佐渡市長江）

総社・一宮以下
- 総社 総社神社 （佐渡市吉岡） - 元は国府の近くにあったものを徳治2年（1307年）に現在地に遷座したと伝えられる。
- 一宮 度津神社
- 二宮 大目神社
- 三宮 引田部神社

### 城
- 羽茂城
- 雑太城
- 河原田城

## 地域

### 郡
- 羽茂郡
- 雑太郡
- 加茂郡

## 人物

### 守護

#### 鎌倉幕府
- ?～1191年 - 比企朝宗?
- 1195年～1199年 - 佐々木盛綱
- 1223年～1245年? - 名越朝時
- 1271年～1285年 - 北条宣時
- 1323年～1333年 - 北条貞直

#### 室町幕府
- 1343年～? - 小椋成長
- 1381年～? - 畠山国熙
- ?～1387年～? - 一色詮範[1]
- 1395年～? - 上野氏
- 1418年～? - 高氏

### 武家官位としての佐渡守
- 佐々木道誉
- 茨木重親
- 林秀貞
- 松井康之
- 須田頼隆
- 奥山盛昭
- 久松俊勝
- 本間高統
- 本多正信〈天正14年（1586年）～ 〉従五位下
- 藤堂高虎正五位下
- 牧野親成従五位下
- 青山吉次従五位下
- 松平康尚従五位下
- 大岡忠種従五位下
- 六郷政信従五位下
- 藤堂高通従五位下 伊勢久居藩の初代藩主。
- 藤堂高陳従五位下 伊勢久居藩の第3代藩主。
- 藤堂高雅従五位下 伊勢久居藩の第6代藩主。
- 森俊春従五位下
- 六郷政速従五位下
- 藤堂高衡従五位下 伊勢久居藩の第10代藩主。
- 藤堂高矗従五位下 伊勢久居藩の第11代藩主。
- 前田斉敬正四位下
- 木下俊良従五位下
- 上杉勝義従五位下
- 藤堂高邁従五位下 伊勢久居藩の第13代藩主。
- 藤堂高秭従五位下 伊勢久居藩の第14代藩主。
- 藤堂高聴従五位下 伊勢久居藩の第15代藩主。
- 藤堂高邦従五位下 伊勢久居藩の第16代藩主。
- 小笠原長泰従五位下
- 小笠原長和従五位下
- 小笠原長国従五位下
- 森長国従五位下
- 六郷政殷

### 名誉称号としての佐渡目（朝廷から芸術家・職人への受領）
- 佐渡雅好（のちの佐渡嶋正吉）[2]　浄瑠璃の太夫・家元。